# 徐迎庆
徐迎庆，清华大学美术学院教授，中华人民共和国教育部长江学者特聘教授，主要从事信息艺术设计、人机自然交互体验、学科交叉的设计创新以及未来教育等领域的研究。

## 生平
徐迎庆教授先后于在吉林大学数学系获得理学学士学位、于中国科学院计算技术研究所获得工学博士学位，现任清华大学美术学院教授。

## 社会兼职
- 中国计算机学会“人机交互专业委员会”委员
- 中国美术家协会“动漫艺术委员会”委员
- 中国“高校创新创业教育研究中心学术委员会”委员